# María Teresa Romero (pintora)
María Teresa Romero (Madrid, 22 de septiembre de 1930) es una pintora y arquera española. Fue una pionera del deporte en España, siendo cuatro veces campeona de tiro con arco, y compitió en representación de España en los Juegos Olímpicos de Múnich 1972.

## Trayectoria
Romero nació en Madrid en 1930. Fue alumna del pintor Eduardo Peña Ruiz. Romero comenzó a estudiar Bellas artes en la Real Academia de Bellas Artes de San Fernando en 1956 y obtuvo la licenciatura en Bellas Artes en 1981. Sus cuadros La gitana y Mujer de rojo con guitarra ganaron la Bienal Extremeña en 1963 y 1965, respectivamente.
Abrió su propia escuela de pintura en 1979 en Badajoz, donde había fijado su residencia en 1960. Cincuenta y una de las pinturas de Romero fueron expuestas en una exposición en el Museo de Bellas Artes de Badajoz (MUBA) en 2018. Esta fue la primera vez que el museo tuvo una exposición antológica dedicada a una mujer.

### Tiro con arco
Fue cuatro veces campeona de España en tiro con arco, y terminó decimotercera en tiro con arco en el individual femenino de los Juegos Olímpicos de Múnich 1972, con un total de 2.347 puntos.

## Reconocimientos
Por su participación en los Juegos Olímpicos de Múnich en 1972, Romero recibió la Medalla al Mérito Deportivo.